# Scusa se è poco
Scusa se è poco è un film italiano del 1982 diretto da Marco Vicario.

## Trama
Il film si divide in due episodi.
Nel primo, due coniugi divorziati, Renata e Carlo, si ritrovano dopo qualche tempo, desiderosi, l'uno indipendentemente dall'altro, di affittare un appartamento in città, ma le loro intenzioni sono ostacolate dal fatto che i due si amino ancora, nonostante usino rispettivamente la violenza alle coccole e dopo vari tentativi di far ingelosire l'ex marito, Renata decide di rimanergli accanto.
Nel secondo episodio Grazia è l'autrice anonima di un libro erotico, che è diventato il best seller del momento. Piero, un miope "agente investigatore", viene inviato a scoprire la misteriosa autrice del libro, ma è accidentalmente investito per la strada dall'altrettanto miope autrice che si vede costretta a risarcirlo con una grossa somma in denaro a meno che non accetti una sua particolare condizione: 30 minuti di sesso.
Costretta a rivelare la verità alla famiglia del marito, Grazia accetta per non dover impoverire il coniuge, però non lo tradisce durante il tempo a disposizione. Indignata per non essere stata fermata da nessuno, e sentendosi sottovalutata rispetto al denaro, Grazia, alla fine, abbandona il tetto coniugale e fugge con Piero, che non avendola vista (essendo senza occhiali, poiché rotti poco prima a causa di un incidente) la investe con la propria autovettura, strattonandola (senza conseguenze) e rendendole inconsapevolmente, in questo modo, pan per focaccia.

## Produzione
Il film fu girato a Roma e in Lazio.

## Distribuzione
Censura italiana visto #78117 del 21 settembre 1982 e uscita il giorno seguente.

## Colonna sonora
La colonna sonora comprende il brano Magnifica serata (Minellono - Farina) cantato dai Ricchi e Poveri.